# Irlbachia pratensis
Irlbachia pratensis är en gentianaväxtart som först beskrevs av Carl Sigismund Kunth, och fick sitt nu gällande namn av L. Cobb och P.J.M. Maas. Irlbachia pratensis ingår i släktet Irlbachia och familjen gentianaväxter. Inga underarter finns listade i Catalogue of Life.